# Dürrensee
Dürrensee (italsky Lago di Landro) je jezero nalézající se v Dolomitech v Jižním Tyrolsku v Itálii. Nachází se v horní části údolí Höhlensteintal v nadmořské výšce 1406 metrů. Lze se k němu dostat z jihu z města Cortina d'Ampezzo přes Gemärk nebo ze severu od města Toblach v údolí Pustertal po silnici vedoucí údolím Höhlensteintal. Na jeho jižní straně se v pozadí nachází horská skupina Cristallo, která je součástí Ampezzanských Dolomit.
Přítoky jezera jsou řeka Rienz, pramenící v oblasti Drei Zinnen, a potok Popena, který odvodňuje severní stranu horské skupiny Cristallo. Údolím Höhlensteintal, které odděluje Braieské Dolomity (na západě) od Sextenských Dolomit (na východě), odtéká řeka Rienz. Vzhledem k tomu, že přítoky z okolních hor v průběhu roku značně kolísají, kolísá i hladina jezera a vzhledem k jeho malé hloubce (maximálně 3,5 m) a malému hloubkovému profilu i jeho rozloha. Při nízkém přítoku v létě se může v krajním případě odříznout od svého odtoku. Jezero je teplejší než srovnatelná jezera v podobných nadmořských výškách, a proto je využíváno ke koupání. Při maximálním stavu vody má délku rovnoběžnou se silnicí asi 700 metrů a šířku 300 metrů. Malá část jezera na západě je oddělena silničním náspem.
Jezero je součástí přírodního parku Drei Zinnen, na který na jeho západním břehu bezprostředně navazuje Přírodní park Fanes-Sennes-Prags. Jezero je chráněno jako přírodní památka.
Na východní straně jezera se nachází zahrada s lezeckou stěnou a na západní straně malá restaurace.

## Galerie

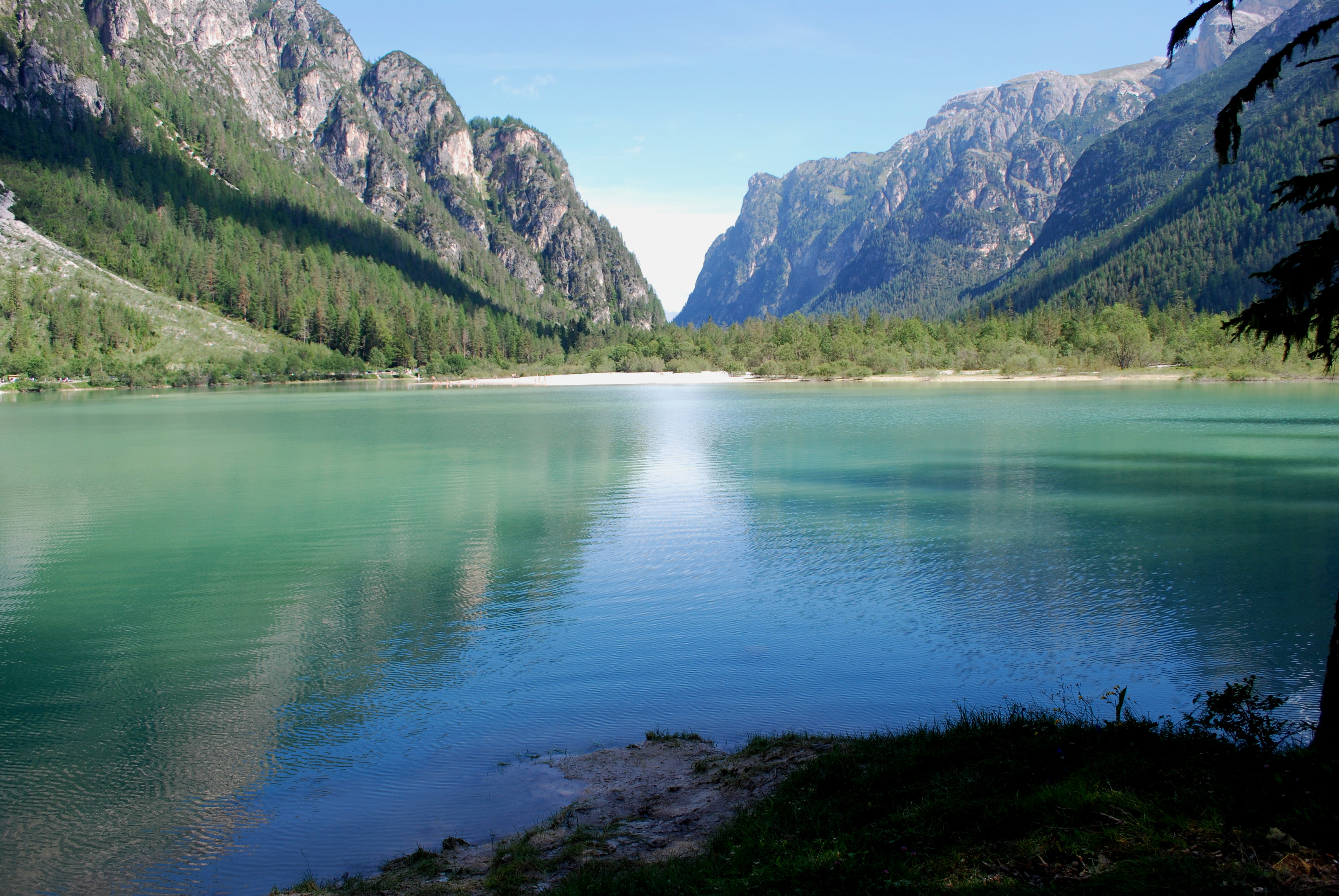
Pohled přes jezero na sever do údolí Höhlenstein
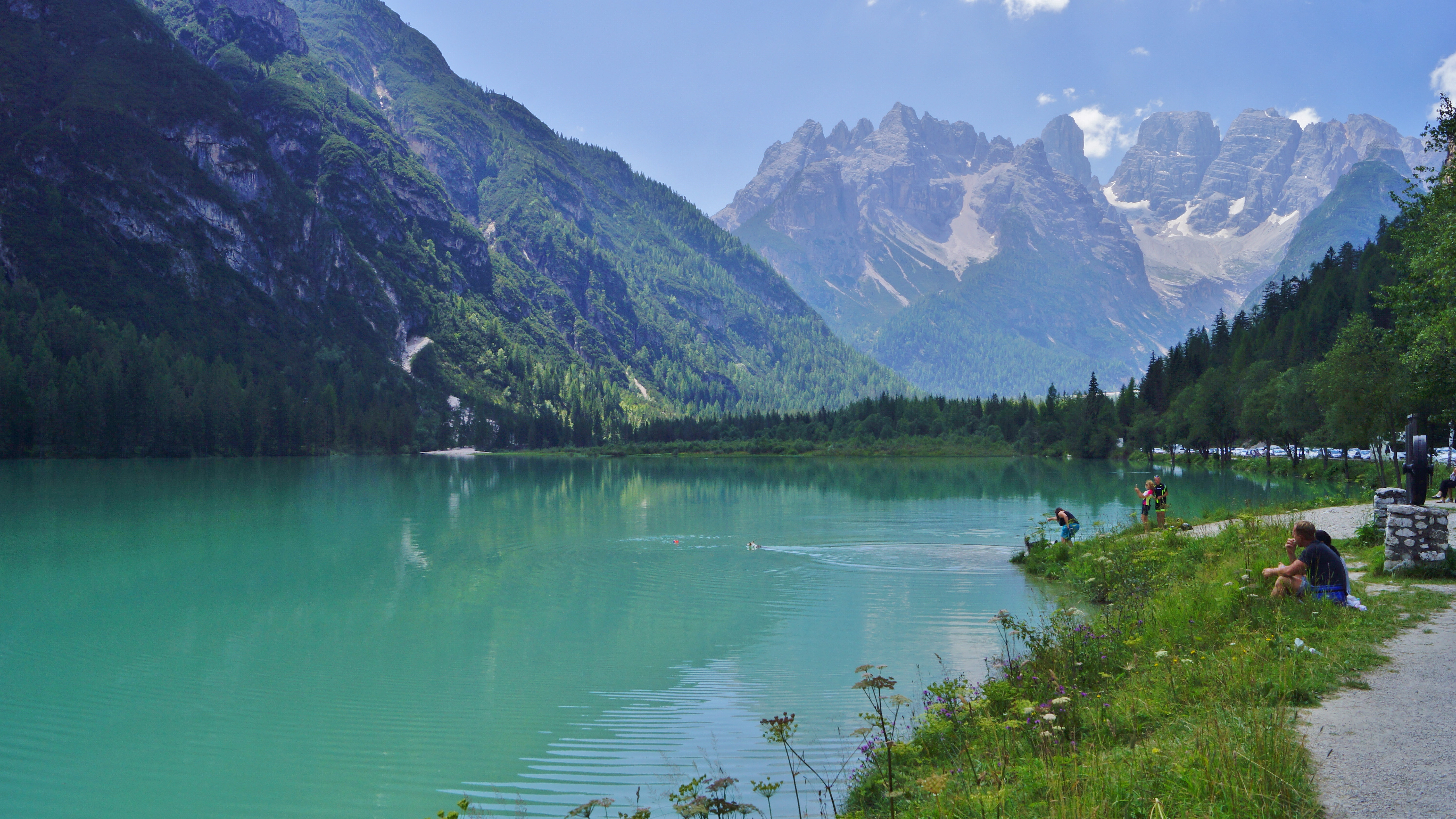
pohled přes jezero na jih do Dolomit Ampezzo
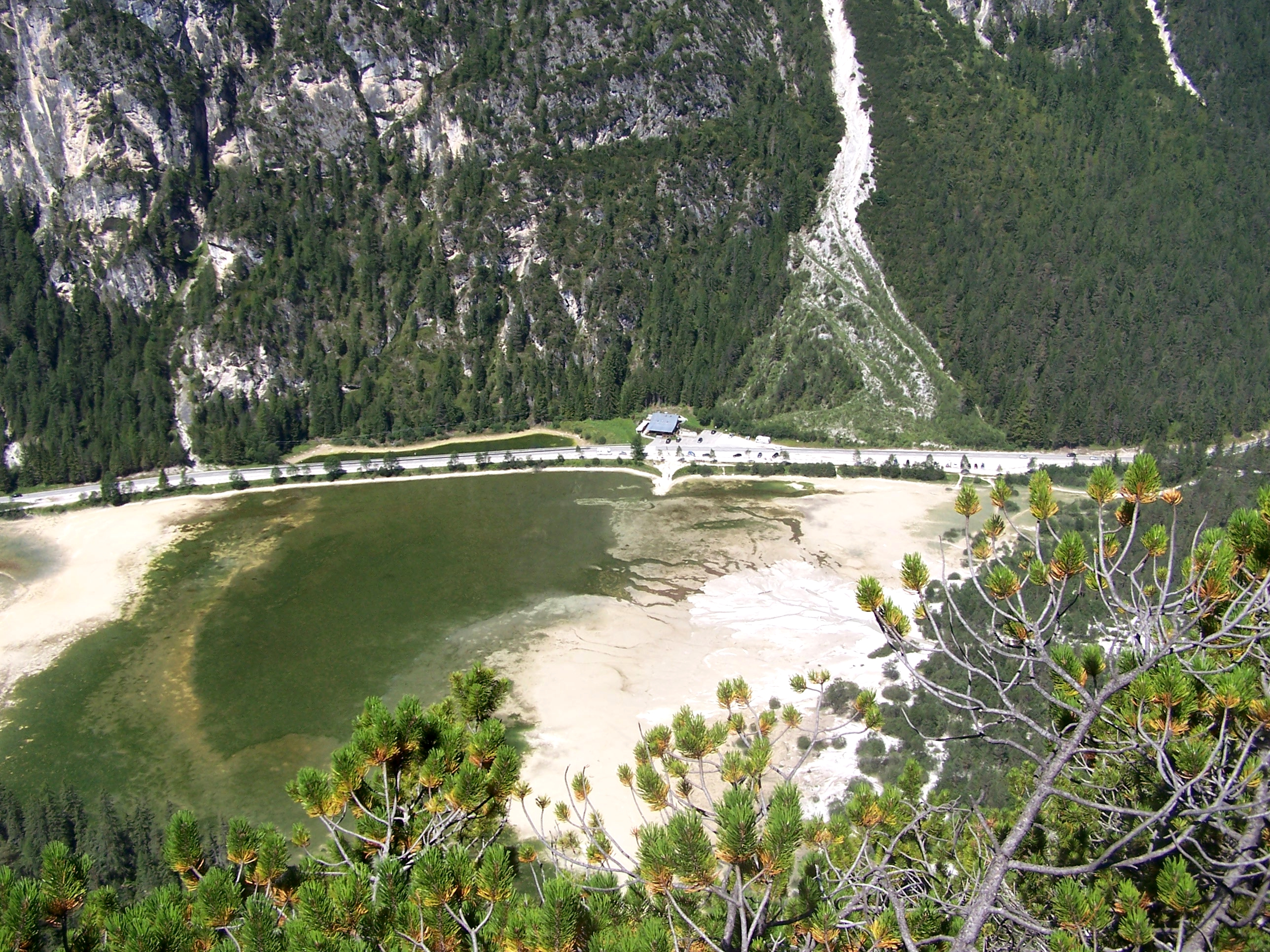
Dürrensee při nízkém stavu vody
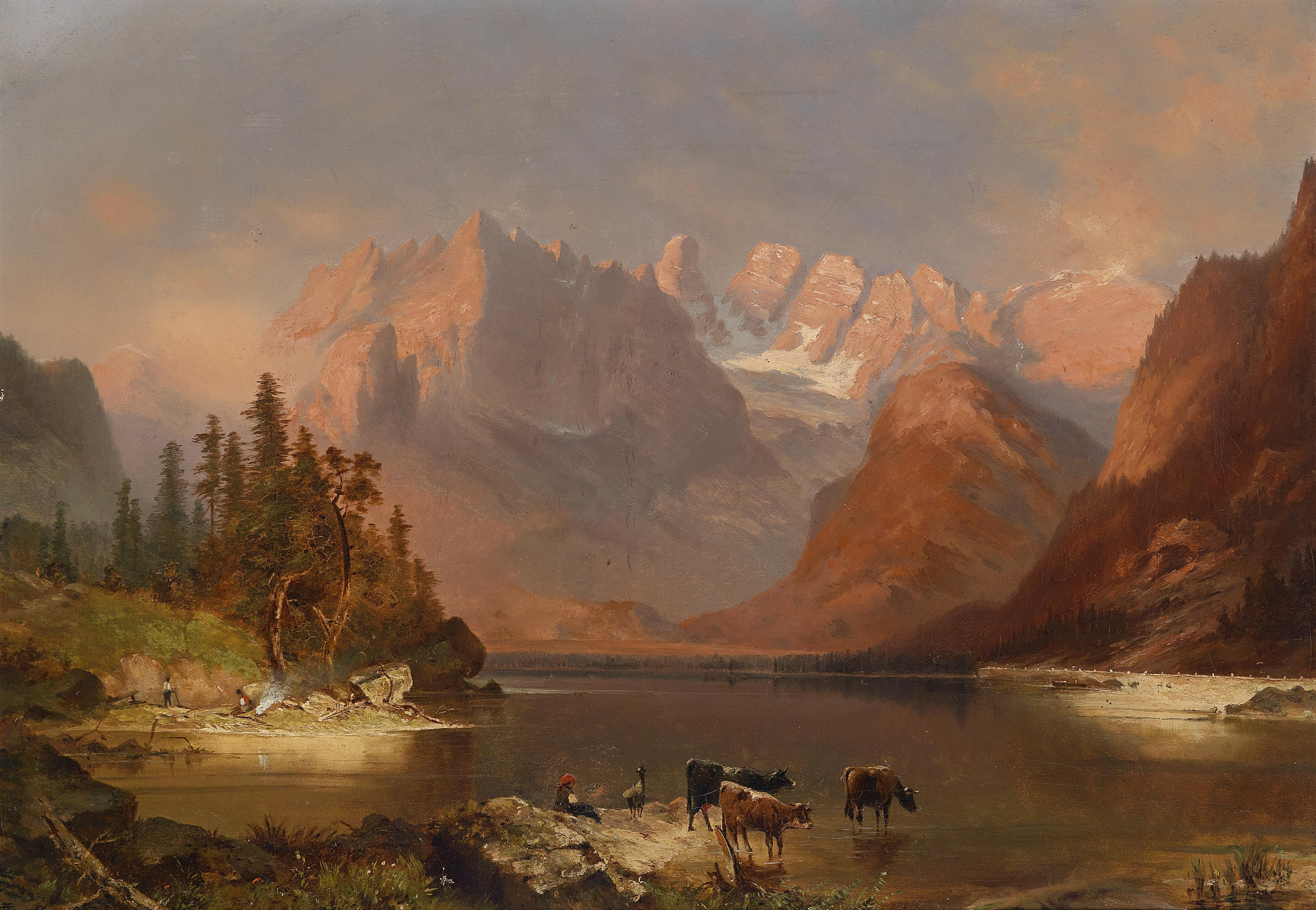
Pohled na Dürrenské jezero se skupinou Cristallo (Monogramista A. C., 19. století)